# Taddeo di Bartolo

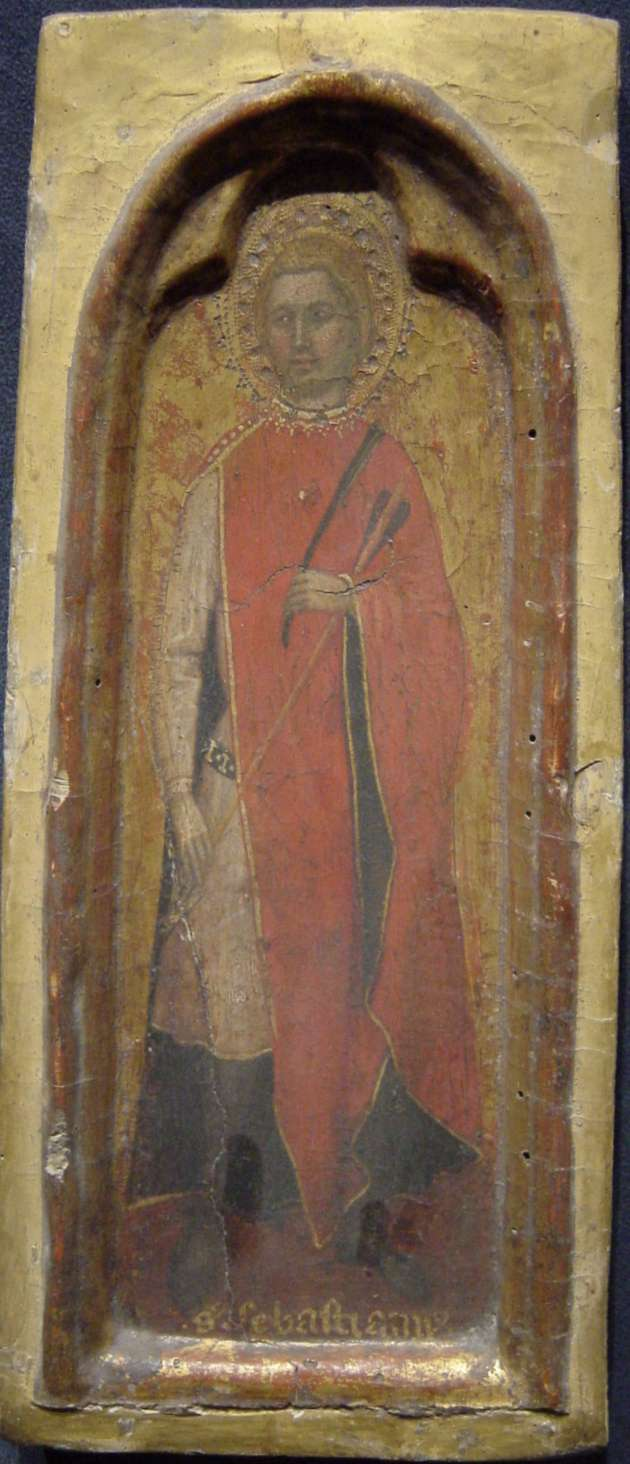
Taddeo di Bartolo: Sankt Sebastian.

Taddeo di Bartolo, född 1362 eller 1363 och död 1422, var en italiensk målare.
Bartolo var verksam i Siena, där han bland annat utfört tavelbilder och fresker i rådhusets kapell, samt även i Pisa, Perugia och flera andra italienska städer.